# Neocladia thoreauini
Neocladia thoreauini är en stekelart som först beskrevs av Girault 1915.  Neocladia thoreauini ingår i släktet Neocladia och familjen sköldlussteklar. Inga underarter finns listade i Catalogue of Life.